# Линколншир (Илиноис)
Линколншир (енгл. Lincolnshire) град је у америчкој савезној држави Илиноис.

## Демографија
По попису из 2010. године број становника је 7.275, што је 1.167 (19,1%) становника више него 2000. године.
| Група             | 2000.         | 2010.         |
| Белци             | 5.630 (92,2%) | 6.534 (89,8%) |
| Афроамериканци    | 31 (0,5%)     | 64 (0,9%)     |
| Азијати           | 227 (3,7%)    | 443 (6,1%)    |
| Хиспаноамериканци | 153 (2,5%)    | 149 (2,0%)    |
| Укупно            | 6.108         | 7.275         |